# Deleni (okręg Sălaj)
Deleni – wieś w Rumunii, w okręgu Sălaj, w gminie Dobrin. W 2011 roku liczyła 58 mieszkańców.